# Петропавлівська вулиця (Київ)
Петропа́влівська ву́лиця — вулиця в Подільському районі міста Києва, у місцевостях Куренівка, Шполянка та Сирець. Пролягає від Кирилівської вулиці до Бакинської вулиці.
Прилучаються вулиці Копилівська, Захарівська, Рилєєва, провулки Лютневий, Верболозний і Рясний.

## Історія
Вперше вулиця згадується 1883 року під сучасною назвою, яка походить від напрямку вулиці — до церкви Петра і Павла, розташованої поблизу Петропавлівської площі. На деяких дореволюційних картосхемах вулиця позначена як Петрівський провулок. В садибі № 36 зберігся будинок родини видатного медика та публіциста Івана Пантюхова.
Верхню частину вулиці прокладено у 30-ті роки XX століття. У 1970-ті роки забудову на вулиці значною мірою змінено.
У різні часи назву «Петропавлівська» мали вулиці Верховинна та Почаївська.

## Забудова
У верхній частині вулиці збереглася низка дво- і триповерхових будинків-сталінок різних серій 30-х —50-х років ХХ століття, зокрема будинки № 34, 38, 42/33, 47-А, 51 та ін.

## Установи та заклади
- Науково-дослідний інститут пам'яткоохоронних досліджень Міністерства культури України (буд. № 15)
- Навчально-методичний центр Інституту дизайну Спілки дизайнерів України (буд. № 34-А)
- Житловий комплекс «Науковий» (буд. № 40)
- Резиденція посла Кувейту (буд. № 44/34)

## Пам'ятники
- Пам'ятник письменнику Анатолію Кузнєцову — пам'ятний знак жертвам Бабиного Яру на розі вулиць Кирилівської та Петропавлівської. Скульптор Володимир Журавель. Бронза, 2009

## Зображення

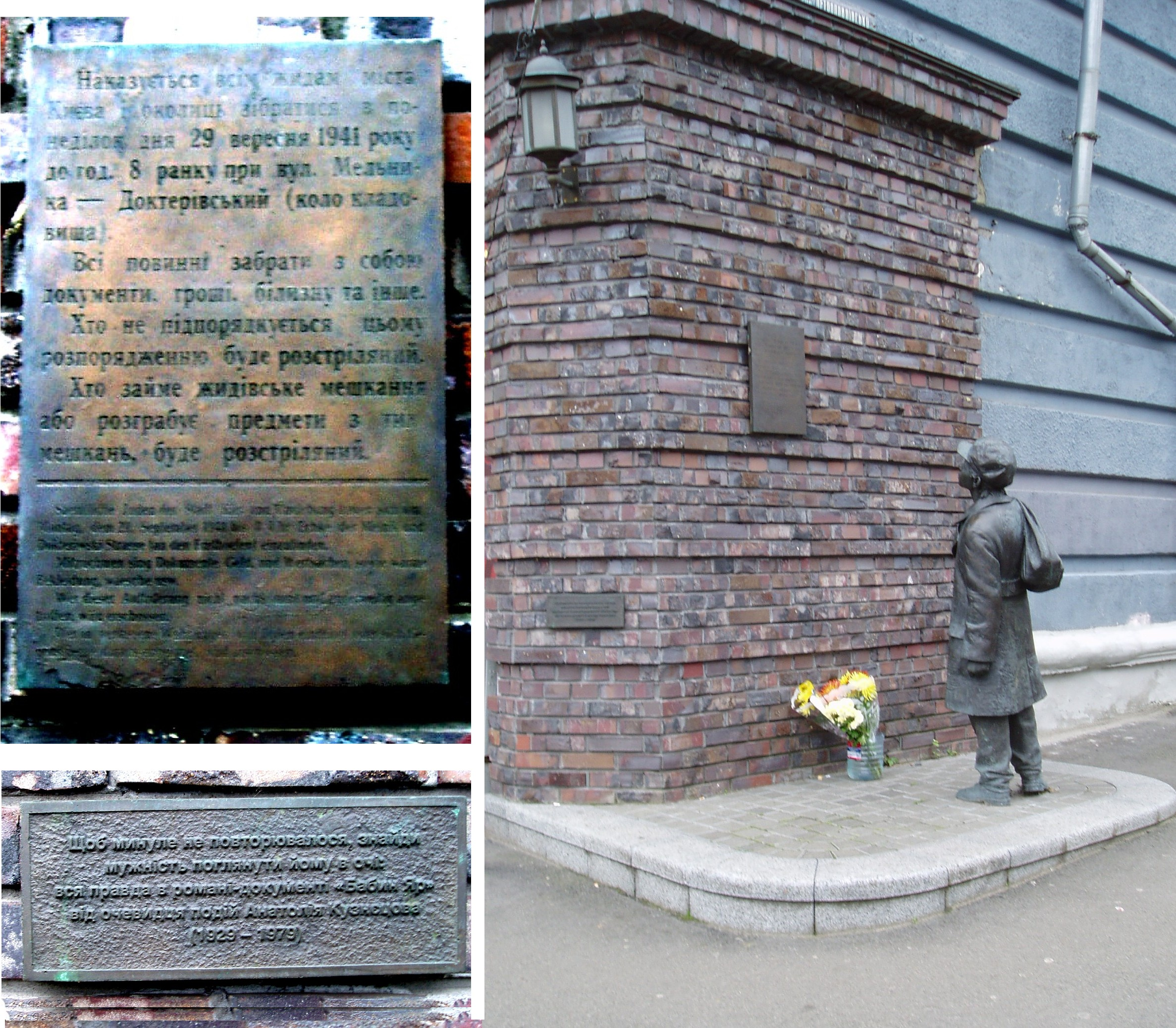
Пам'ятник письменнику Анатолію Кузнєцову
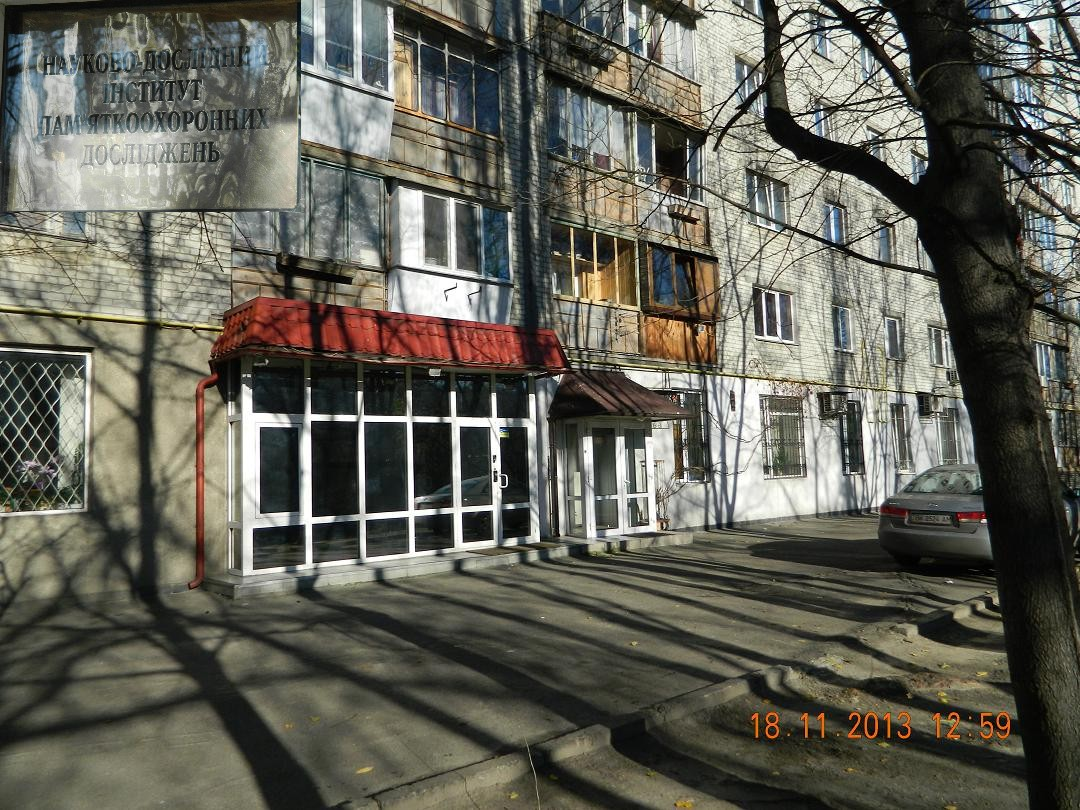
Науково-дослідний інститут пам'яткоохоронних досліджень (буд. № 15)
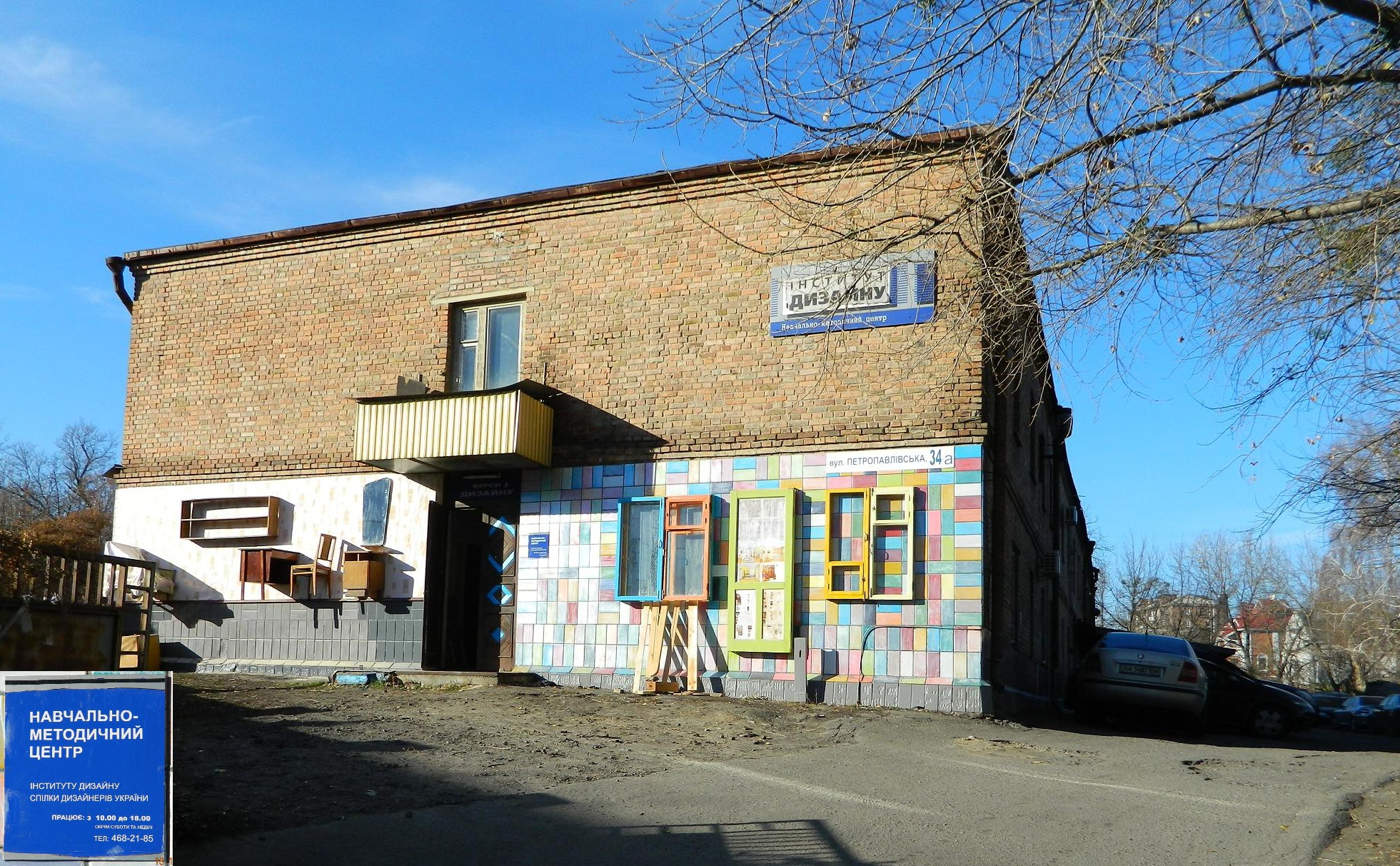
Навчально-методичний центр Інституту дизайну (буд. № 34-А)
Будинок № 38
Будинок № 42/33
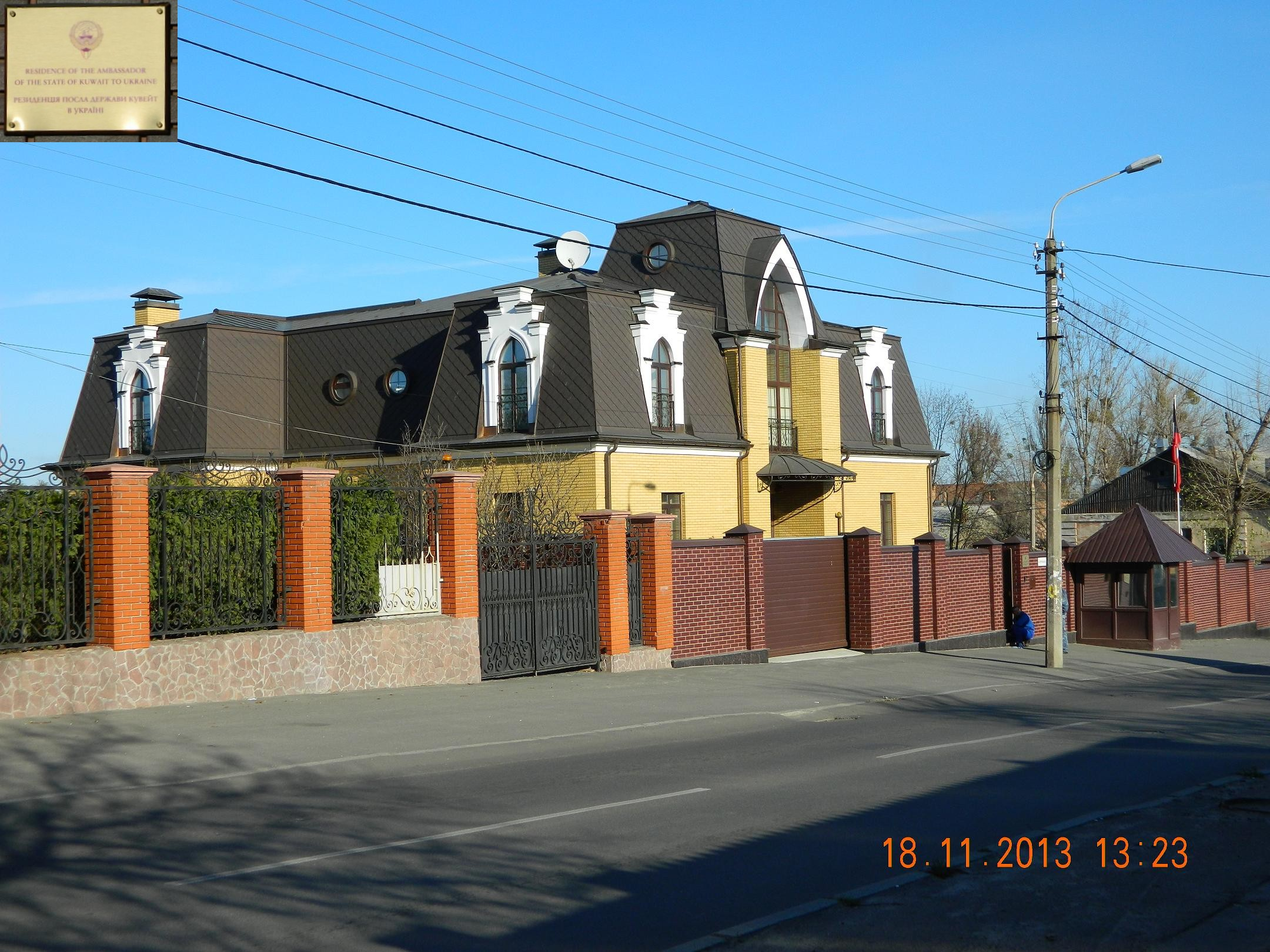
Резиденція посла Держави Кувейт в Україні (буд. № 44/34)
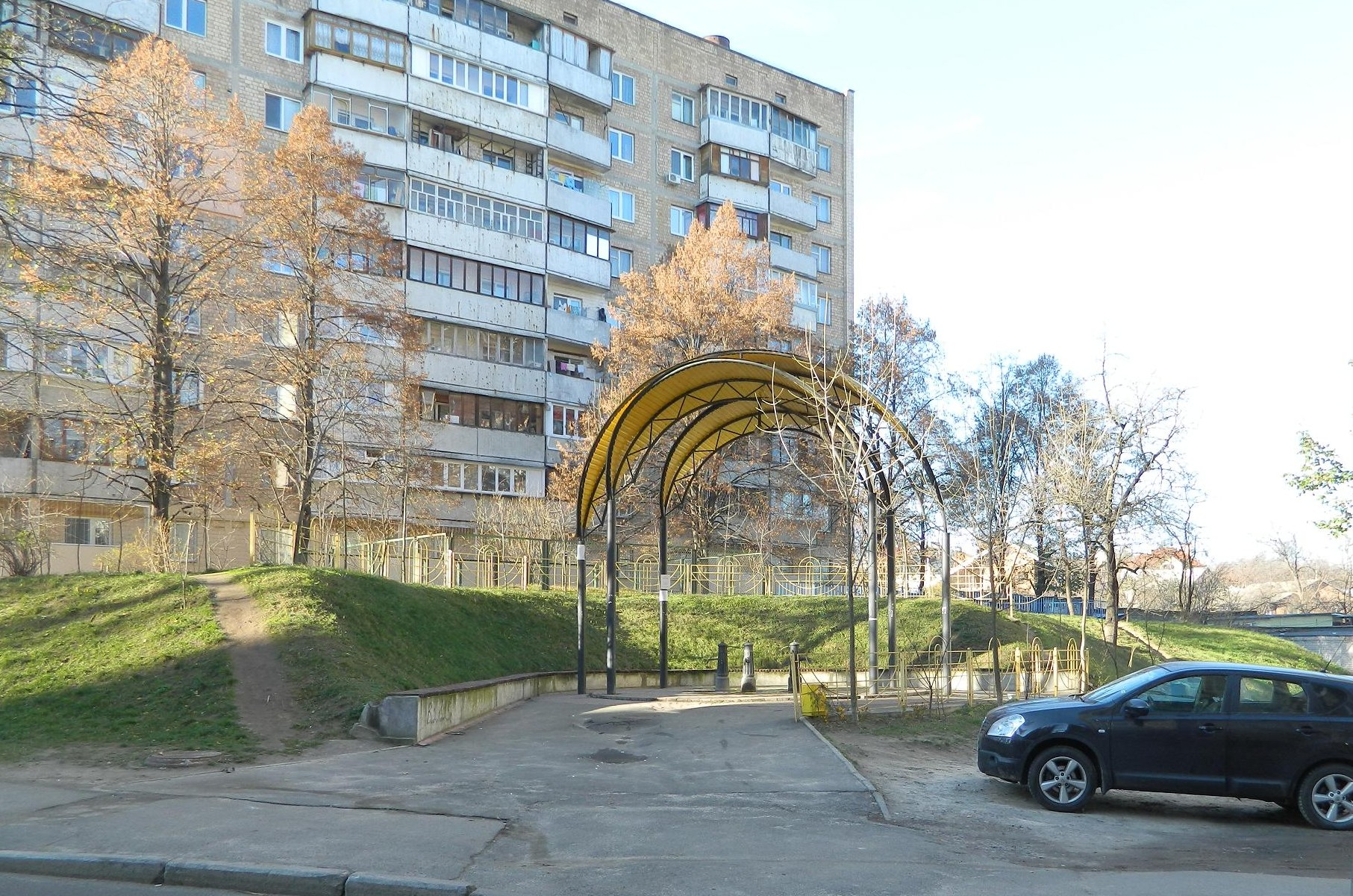
Бювет